# Volleyball Casalmaggiore
Volleyball Casalmaggiore är en volleybollklubb (damer) från Casalmaggiore, Italien. Klubben bildades 2008 genom en sammanslagning av VBC Casalmaggiore och Pallavolo Ostiano. Laget gjorde debut i högsta serien 2013/2014.
De har vunnit det italienska mästerskapet en gång, den italienska supercupen en gång och CEV Champions League en gång. De tillkännagav i slutet av säsongen 2023/2024 att de sålt spelrättigheterna i serie A1 till Cuneo Granda Volley och istället skulle satsa på juniorverksamheten. Senare kom de dock att köpa spelrättigheterna från Focol Legnano och därigenom spela i Serie A2.